# Commanderie d'Avalleur
La Commanderie d'Avalleur est une commanderie hospitalière d'origine templière située dans le département de l'Aube, région Champagne-Ardenne, à environ 25 km au sud de Troyes sur la commune de Bar-sur-Seine.

## Historique
La commanderie est fondée au profit de l'Ordre du Temple vers 1167, par les dons effectués par le comte Manassès de Bar-sur-Seine. Elle s'étend alors sur un domaine forestier de 200 arpents. Il est fait référence à la commanderie d'Avalleur à la date de 1172, d'après les cartulaires.
À partir de cette date, on trouve des traces de donations qui deviennent de plus en plus nombreuses: en 1173, dons de Milon d'Avalleur, en 1174, don de l'usage du moulin de Besaces, par Étienne de Besaces, en 1204, dons des seigneurs locaux concernant des terres à Essoyes. D'autres dons sont faits en 1205, 1207, 1213 par Haymon aux frères de la commanderie, et 1219 par le seigneur de Rochefort et par Milon d'Autricourt. Le dernier templier de cette commanderie fut Chrestien de Bissey. 
Lors de la dissolution de l'Ordre du Temple en 1312, la commanderie revient à l'ordre de Saint-Jean de Jérusalem. Le domaine reste géré de la même façon. Le 8 février 1520 Avalleur s’agrandit par association avec la commanderie de Thors au nord-est. Devenue bien national à la Révolution, la commanderie passe aux mains d’exploitants agricoles. Dans le corps de logis, deux tours et la bergerie sont détruites et les bâtiments de la ferme sont remaniés au cours du XIXe siècle.

### Topographie
Aussi orthographié Valleur, elle reprend le nom de la terre qui était aussi une seigneurie. Valleur était issu du gaulois Aballos qui était le nom de pommier mais aussi porté comme nom de personne.

## Commandeurs

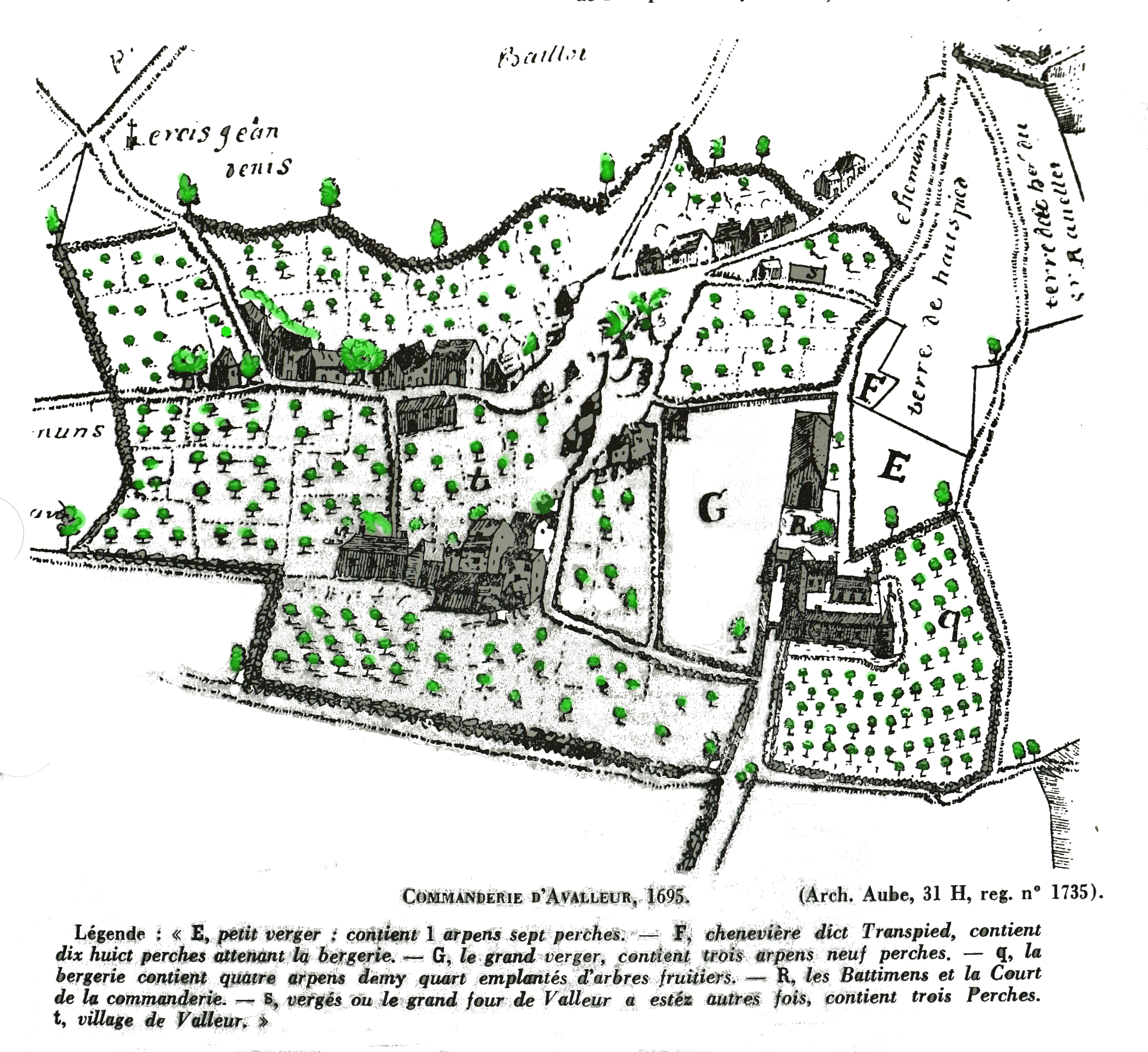
Plan.

### Commandeurs templier
- Radulphus (en 1214)
- Humbert de Bianèse ou Vianèse (en 1280)
- Robert (en 1290).

### Commandeurs hospitaliers
- Ferri de Foucherolles (1351)
- Etienne de Loisme (1358),
- Nicole Justet, aussi de Arelles (1383-1399)
- Adam de Lasson aussi de Faverolles et Buxières (1389),
- Hugue d'Acey, gouverneur du prieuré de Champagne (1408),
- Reignier Pot, aussi de Châlons, Belle-Croix et Thors, (1474),
- Elie du Bois, aussi de Thors et grand prieur de Champagne (1502),
- Jean de Choiseul aussi de Thors et de Corgebin (1513),
- Gui le Beuf, aussi de Thors, de Corgebin, Buxières et La Romagne (1529),
- Jean d'Anglure (1561),
- Philibert de Foissy (1582),
- Jean de Faulquier-Vitrey (1598),
- Jean de Serraucourt, aussi de Ruetz, Corgebin, st-Nicolas (1601)
- Jean de Faulquier-Vitrey (1605),
- Jacques de Souvré (1623),
- Antoine Saladin d'Anglure (1653),
- Jean du Hamel aussi du Viel-Astre-les-Nancy (1671),
- Edme Ducrot-Duchon, aussi de Thors (1687)
- Jean de Fresnoy aussi de Sommereux et grand commandeur de Champagne (1690),
- Gaspard-Félicien de Sommièvre (1717), mort le 2 janvier 1732[3],
- J.-B.-François de Raigecourt (cité entre 1742 et 1748),
- Charles-Louis Le Prudhomme de Fontenay (1751),
- Charles-Louis de Fontenoy, le cadet (cité en 1756)
- N. de Rachecourt (1780),
- Charles-François de Clugny (cité en 1785-1786, 1787).

### Baillis seigneuriaux
- Pierre Capperon (1728),
- Jean Charlot (1749),
- Etienne Capperon (1778).

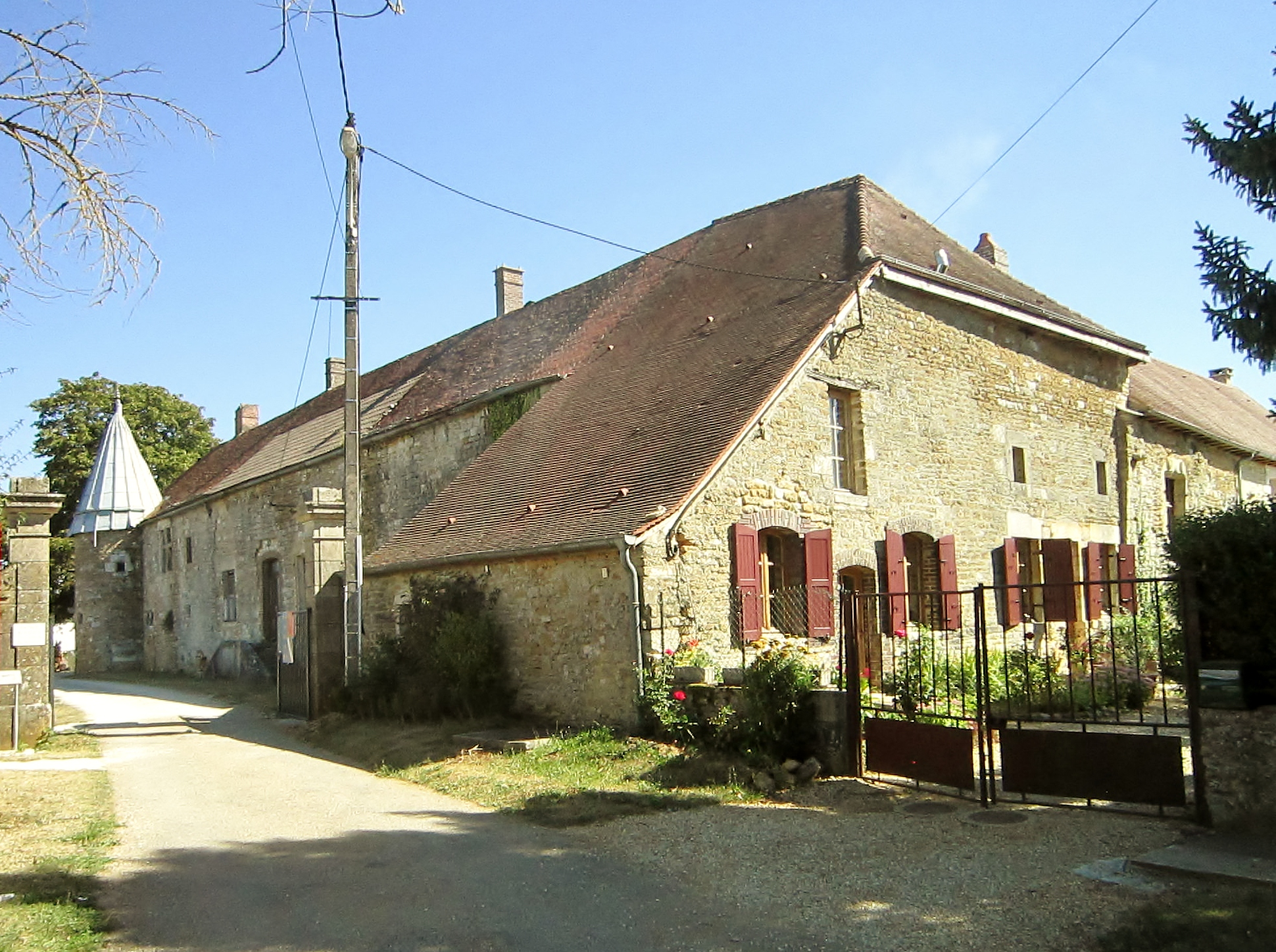
La commanderie.
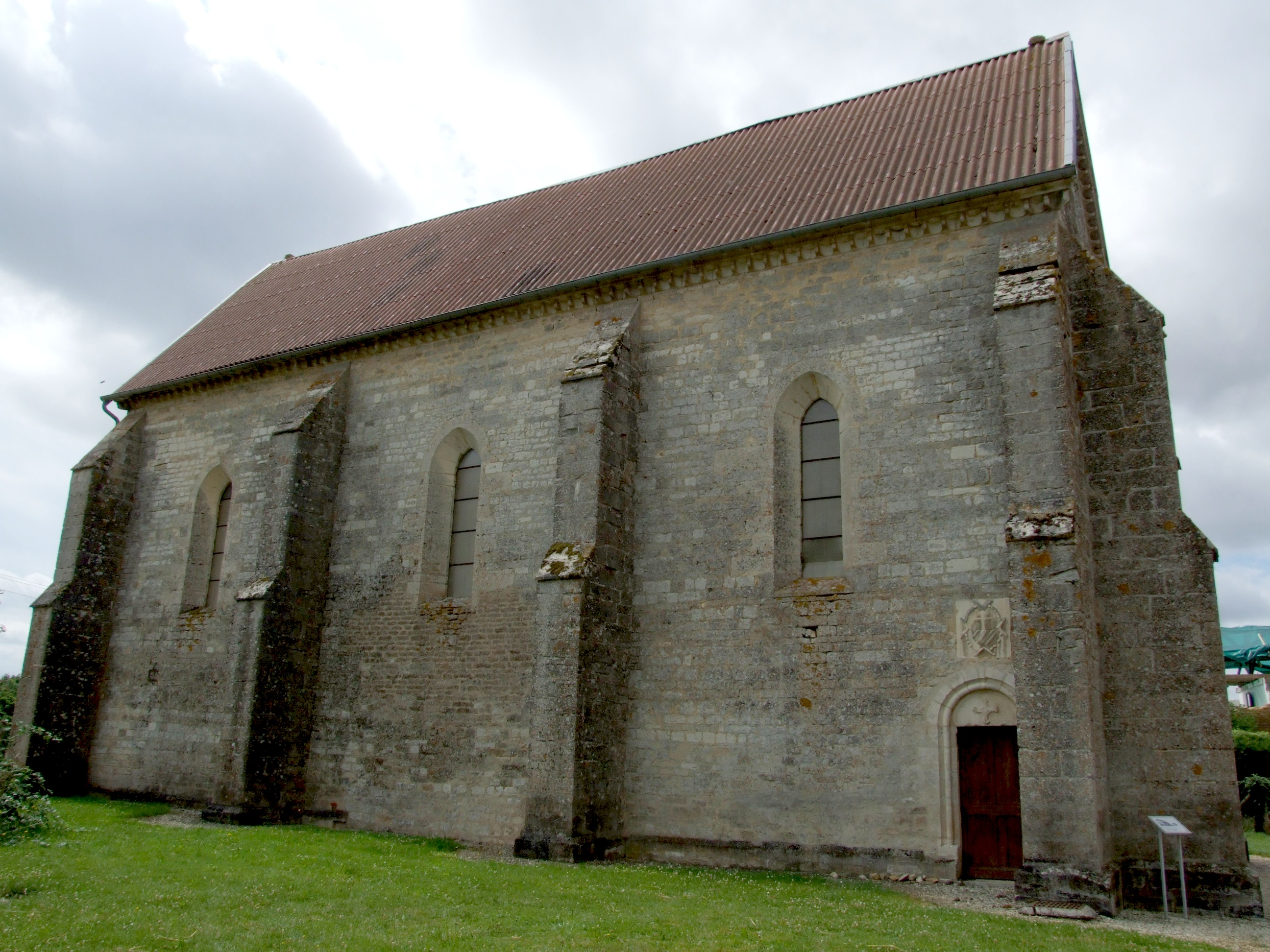
L'église.
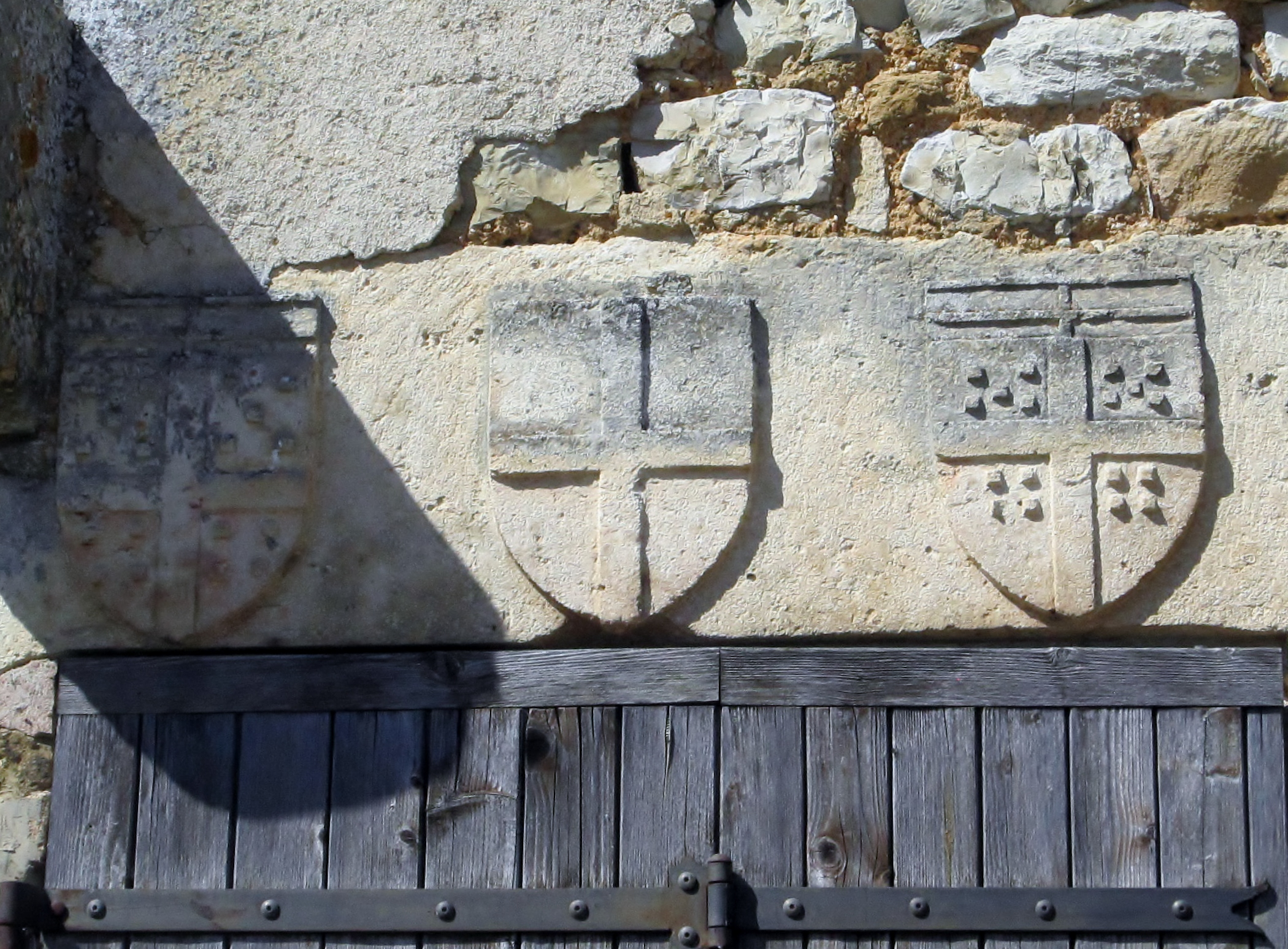
Linteau armorié.
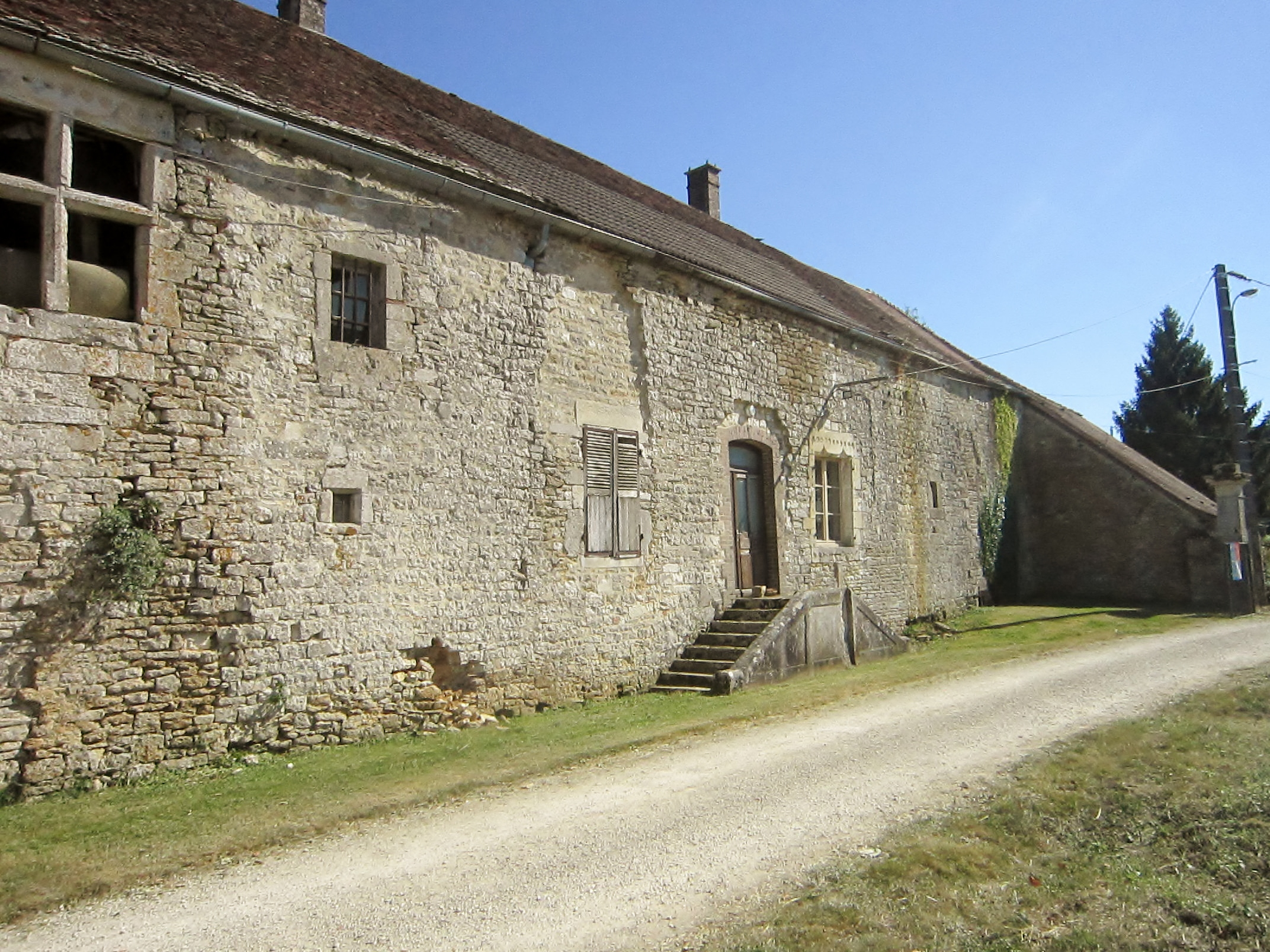
La commanderie.
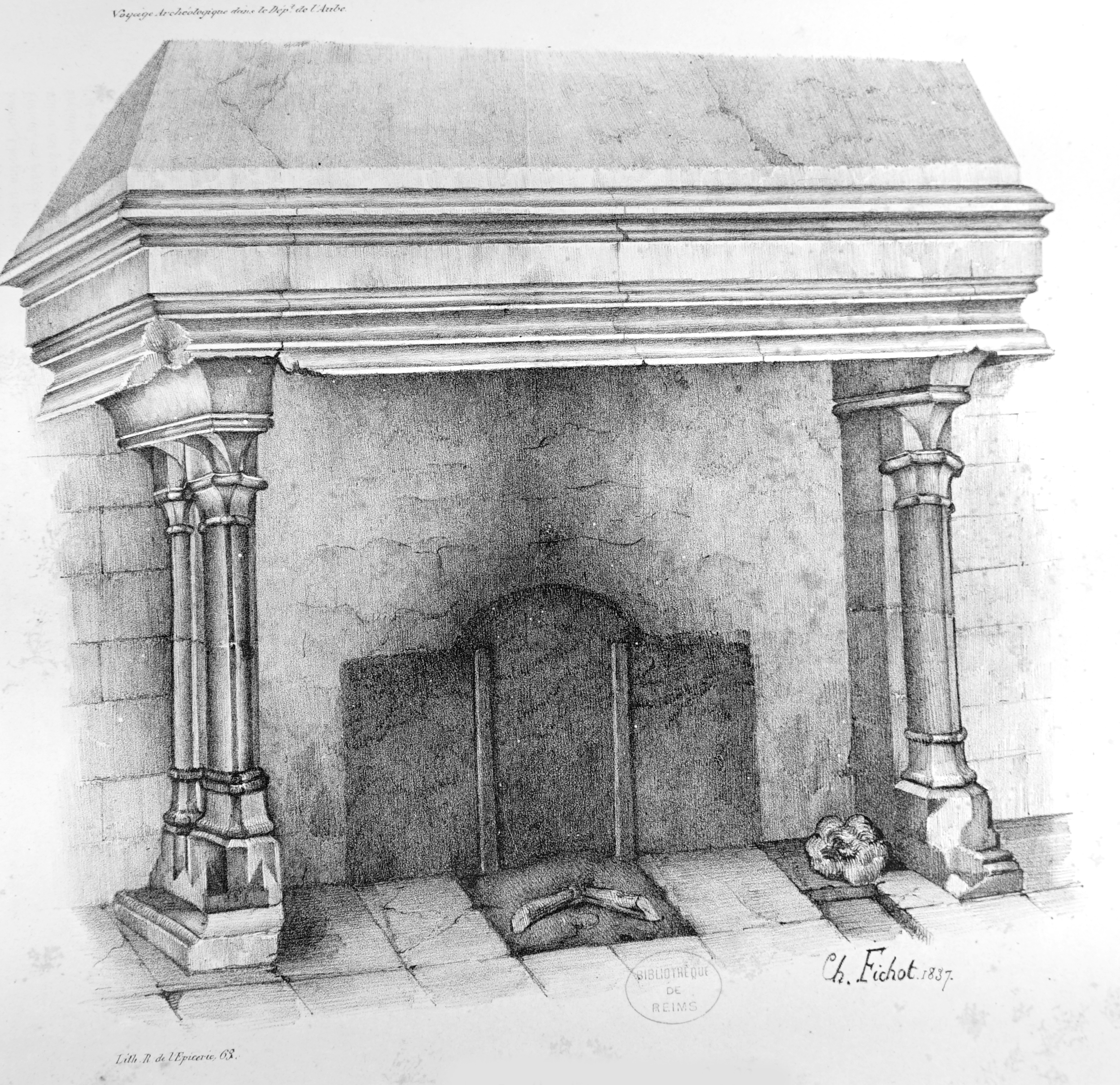
Cheminée par Charles Fichot.

## Possessions
La commanderie étendait son pouvoir sur plusieurs terres alentour. On peut citer :
- Balnot-sur-Laignes,
- Arrelles,
- les bois de Fiel,
- Buxières (chapelle templière à Bar-sur-Aube)[4].

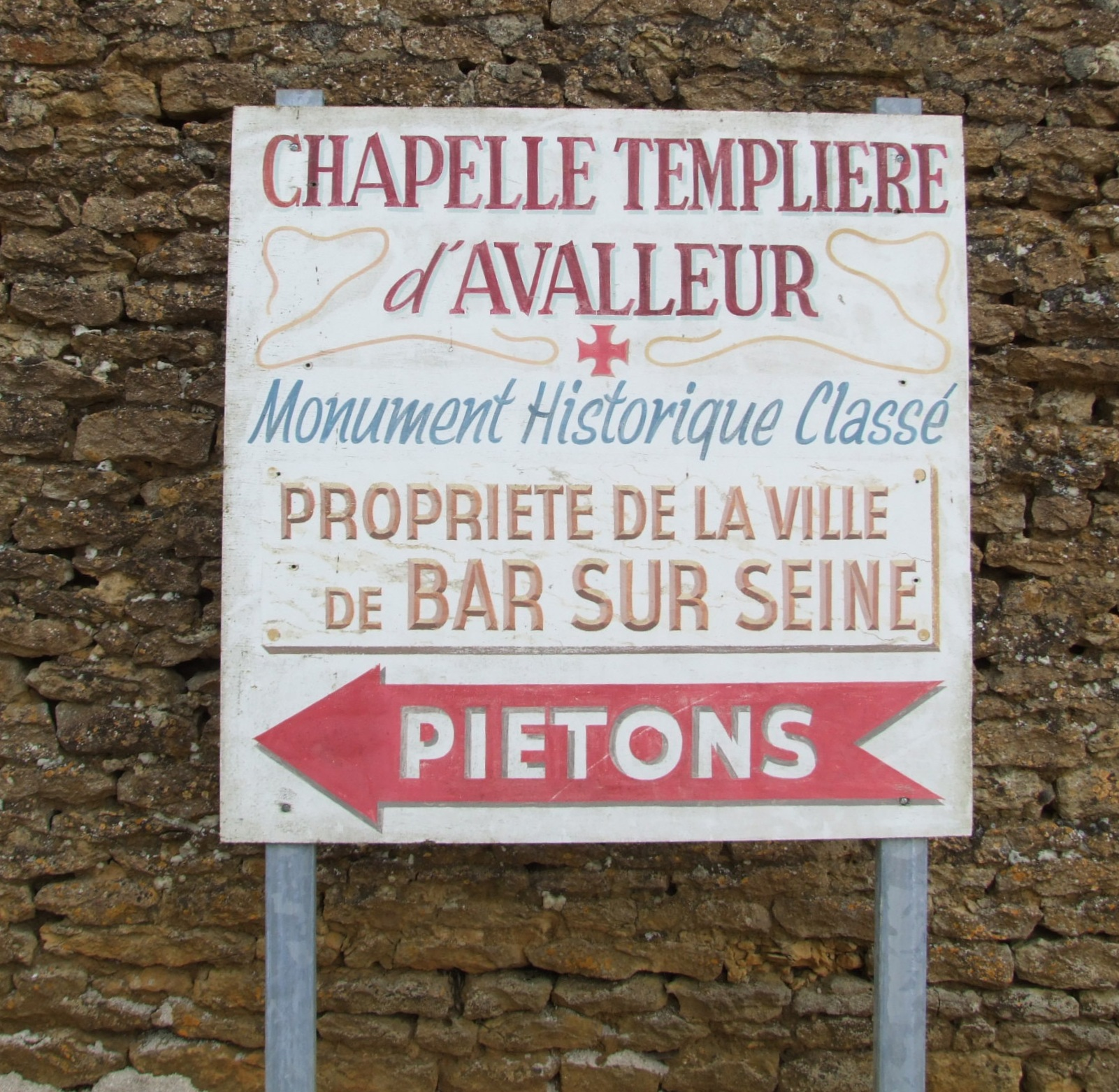

## Organisation
Un seul document daté de 1695 montre le plan original de la commanderie. D'après ce plan, la commanderie était composée d'une vaste cour entourée d'un bâtiment principal en forme de "L", d'une porte fortifiée au nord, d'une tour au sud et d'une grosse tour ronde placée juste en face de la chapelle (seul bâtiment encore entier de nos jours).

### La chapelle

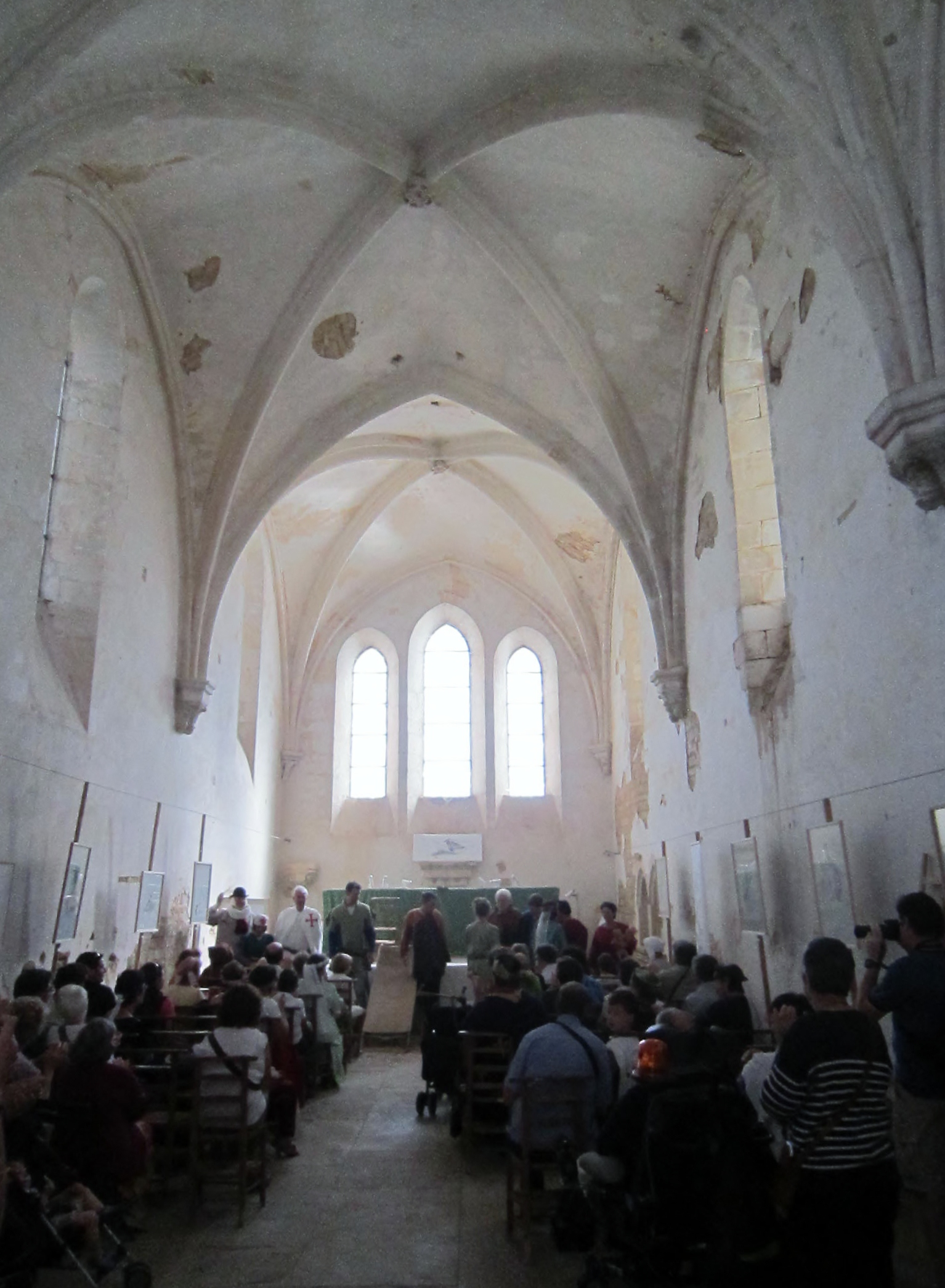
Intérieur de la chapelle

La chapelle fait l’objet d’un classement au titre des monuments historiques depuis le 19 mars 1921.
Comme la plupart des chapelles templières, celle d'Avalleur est de forme rectangulaire mesurant 25 mètres sur 6 mètres et impose un style épuré et robuste.
L'intérieur est d'un style épuré mais relativement travaillé avec trois travées de croisées d'ogive avec une inspiration cistercienne. Le chevet plat, comme dans de nombreuses chapelles templières, est percé de trois longues ouvertures très lumineuses. Toutes les croisées d'ogives sont travaillées et ornées de décors floraux. On peut encore apercevoir des traces de fresques sur certains murs dans la chapelle.
Si l'intérieur est de style gothique, l'extérieur, quant à lui, est plutôt roman avec un portail à colonnes et chapiteaux. Le point particulier de cette chapelle est la tourelle fortifiée carrée qui peut laisser penser qu'elle était intégrée au système de défense de la commanderie. On peut noter également sur la façade nord de la chapelle, le blason de Jacques de Souvré, commandeur de l'ordre de Saint-Jean de Jérusalem en 1616.
Plus d'élément dans l'ouvrage Templiers & Hospitaliers dans l'Aube, p. 29-31, de Jean-Claude Czmara